# Powstanie w forcie Krasnaja Gorka
Powstanie w forcie „Krasnaja Gorka” (ros. Восстание форта «Красная Горка») – bunt garnizonu fortu „Krasnaja Gorka”, fortu „Obruczow” i baterii „Sieraja Łoszadź” w połowie czerwca 1919 r. 
W maju 1919 r. Północny Korpus wojsk Białych odrzucił słabe oddziały bolszewickiej 7 Armii do linii Zatoka Koporska-Gatczyna. Na pocz. czerwca tego roku w strefie przyfrontowej znalazły się forty broniące południowego brzegu Zatoki Koporskiej: „Krasnaja Gorka” i „Obruczow” oraz bateria „Sieraja Łoszadź”. W tym czasie na wodach Zatoki Fińskiej operowały przeciwko bolszewickiej Flocie Bałtyckiej brytyjskie okręty 1 eskadry lekkich krążowników. Wielu dowódców wojsk bolszewickich utrzymywało tajne kontakty z organizacjami antybolszewickimi. W samym Piotrogrodzie działali eserowscy konspiratorzy. Na obszarze kontrolowanym przez bolszewików co jakiś czas wybuchały powstania przeciwko ich władzy, mające najczęściej charakter chłopski. Oddziały 7 Armii były niedozbrojone, źle wyposażone, panował w nich głód, przez co panowało w nich niskie morale. Często dochodziło do dezercji. 
12 czerwca na stronę Białych przeszły w pełnym stanie 1 i 2 Kronsztadzkie Forteczne Pułki Strzeleckie oraz 105 Pułk Strzelecki, które zajmowały pozycje obronne na przedpolu fortu „Krasnaja Gorka”. Stało się to impulsem wybuchu buntu wśród żołnierzy jego garnizonu. Przygotowania rozpoczęły się jeszcze w maju. Byli oficerowie carskiej armii utworzyli organizację konspiracyjną pod nazwą Centrum Narodowe. Na jej czele stanęli por. Nikołaj Nikliudow, który pełnił funkcję komendanta fortu, Łaszczilin, jego zastępca Kuprijanow i dowódca 12 baterii. Do spisku został też wciągnięty  dowódca artylerii Twierdzy Kronsztadzkiej, płk Budkiewicz. Nawiązali oni następnie kontakty z brytyjską misją dyplomatyczną w Piotrogrodzie, a poprzez nią z dowództwem eskadry krążowników kontradmirałem Edwyna Alexandra-Sinclaira, działającej w Zatoce Fińskiej. Zgodnie z planami konspiratorów powstanie miało objąć wszystkich żołnierzy garnizonów obu fortów i baterii. Inicjatorami mieli być b. carscy oficerowie, do których dołączyliby żołnierze, wśród których propagandę antybolszewicką szerzyli piotrogrodzcy eserzy. 
Tymczasem po dezercji wojsk na przedpolach fortu na ich miejsce zostały skierowane z Piotrogrodu oddziały złożone z działaczy bolszewickich i robotników. Jeden z nich w sile 250 ludzi pod dowództwem komisarza I. W. Jukliawskiego wzmocnił garnizon fortu „Krasnaja Gorka”. Było to duże zaskoczenie dla konspiratorów. Bolszewicy, którzy krótko wcześniej dowiedzieli się o przygotowywaniach do powstania, 12 czerwca zwołali zebranie żołnierzy garnizonu fortu, na którym postanowili aresztować por. N. Niekliudowa i innych konspiratorów. 13 czerwca, po pokonaniu oddziałów bolszewickich, pod fort podeszły wojska Białych. Wystosowały apel do garnizonu o zdanie broni. 
W tej sytuacji por. N. Niekliudow, dowodzący oddziałem karabinów maszynowych, rozkazał swoim żołnierzom aresztować wszystkich działaczy bolszewickich, a także rozbroić oddział I. W. Jukliawskiego. Jednocześnie radiostacją fortu wysłał do fińskiej bazy wojskowej w Björk informację o przejściu garnizonu fortu na stronę Białych, zaś do dowództwa bolszewickiego w Kronsztadzie ultimatum o ewentualnym ostrzelaniu twierdzy ogniem artyleryjskim, jeśli jej garnizon nie przyłączy się do Białych. Odpowiedź nie została udzielona, w związku z czym działa kal. 305 mm „Krasnej Gorka” zaczęła ostrzeliwać Twierdzę Kronsztadcką i kotwiczące tam bolszewickie pancerniki. Ostrzał był jednak mało celny, nie przynosząc większych strat, podobnie jak odpowiedź ze strony okrętów. 
W celu zduszenia powstania dowództwo bolszewickie sformowało oddział okrętów wojennych, w skład którego weszły pancerniki „Петропавловск” i „Андрей Первозванный”, krążownik „Олег” oraz torpedowce „Гавриил”, „Свобода” i „Гайдамак”. Po podejściu pod fort „Krasnaja Gorka” rozpoczęły jego ostrzał. Jednocześnie z okrętów wysadzono desant w sile trzech oddziałów marynarzy, liczących łącznie ok. 2,1 tys. ludzi. Dołączyły do nich dwa pułki 7 Armii wzmocnione pociągiem pancernym i 2 samochodami pancernymi. Ponadto z powietrza fort bombardowały hydroplany Floty Bałtyckiej z lotniska w Oranienbauma. 
W tej sytuacji powstańcy zostali zmuszeni do opuszczenia fortu wieczorem 15 czerwca, rozstrzeliwując wcześniej 14 bolszewików. Kilka godzin później do fortu wkroczyły oddziały bolszewickie. Siły powstańcze wycofały się do wsi Kowaszi. 16 czerwca dowództwo brytyjskiej eskadry krążowników, nie wiedząc o porażce powstańców, postanowiła zablokować okręty Floty Bałtyckiej. W tym celu do Twierdzy Kronsztadzkiej został wysłany radiotelegram gwarantujący wolność dla załóg okrętów, które by przeszły na stronę Brytyjczyków. Wkrótce brytyjskie dowództwo zorientowało się, że jego działania są spóźnione. Jedynie oddział kutrów torpedowych w nocy z 15 na 16 czerwca próbował bezskutecznie zaatakować okręty bolszewickie. Kolejny atak, podjęty w nocy z 17 na 18 czerwca, zakończył się zatopieniem krążownika „Олег”. 
Jednocześnie z powstaniem w forcie „Krasnaja Gorka” doszło do buntu artylerzystów baterii „Sieraja Łoszadź”. Na czele konspiratorów stanął młodszy oficer Ogłoblin. Aresztowali oni bolszewików i komisarza załogi baterii, ale nie udało się przedostać do pobliskiej „Krasnej Gorki”. W związku z tym powstańcy zabarykadowali się w jednym z bastionów baterii. Na stronę powstania przeszła załoga trałowca "Китобой", pełniącego rolę okrętu strażniczego. Kiedy przepływał pod fort „Krasnaja Gorka” został niegroźnie ostrzelany przez działa baterii „Sieraja Łoszadź” i okręt „Якорь”. 14 czerwca został wysłany przez powstańców do eskadry brytyjskich krążowników, ale Brytyjczycy potraktowali go jak zdobycz wojskową, ignorując informacje o wybuchu powstania. Dopiero 17 czerwca został przekazany Białym, którzy przekazali Brytyjczykom wieści o buncie. Tymczasem w nocy z 16 na 17 czerwca powstańcy z baterii „Sieraja Łoszadź” przedostali się na zewnątrz, pozostawiając jednak uzbrojenie i wyposażenie. 
Najgorsza sytuacja dla powstańców miała miejsce w forcie „Obruczow”. Wprawdzie, po otrzymaniu informacji o wybuchu buntu w pobliskiej „Krasnej Gorce”, zdołali oni aresztować bolszewików i komisarza garnizonu, ale załoga nie przeszła na ich stronę. Dlatego sami wkrótce zostali aresztowani. 
W rezultacie klęski powstańców forty „Krasnaja Gorka” i „Obruczow” wraz z baterią „Sieraja Łoszadź” stawiły silny opór nacierającym wojskom Armii Północno-Zachodniej gen. Nikołaja Judenicza, co miało poważny wpływ na jesienną ofensywę w kierunku Piotrogrodu.